# HKD Šid
Hrvatsko kulturno društvo Šid je kulturno društvo Hrvata iz Šida, AP Vojvodina, Srbija. 

## Povijest
Osnovano je 11. lipnja 2010. godine radi ostvarivanja interesa i potreba u području kulture, obrazovanja, informiranja, njegovanja kulturne tradicije Hrvata. Osnovali su ga su vlč. Nikica Bošnjaković, Josip Hodak, Josip Pavlović, Josip Matković, Đuro Martinović, Goran Žeravica, Marija Hodak, Marija Pavlović-Vulić, Jelka Ćurčić, Franush Prekpaljaj i Stjepan Kontrec. Sjedište je u Vuka Karadžića 3. Predsjednik je Josip Pavlović. 

## Sekcije
Ima folklornu sekciju za dvije skupine uzrasta, tamburašku sekciju, književni klub i sekciju "Šokice", koja čuva od zaborava sve ručne radove iz kraja i izrađuje za društvo vrlo bogate nošnje koje su specifične za ovaj dio Srijema. 

## Aktivnosti
HKD Šid održava manifestaciju od općinske važnosti Srijemu od srca na blagdan Srca Isusovog, kada obilježava godišnjicu društva i crkveni god. To je folklorna revija, a gostuju slovačko, srpsko i rusinsko društvo iz Đida ili društva iz pograničnod dijela Hrvatske. Ova je manifestacija pokrenuta radi zbližavanja mladih iz ovog dijela Srijema i očuvanje tradicije, kulture i multikulturnosti ovih prostora. Povremeno četvrtkom održava Književne večeri. Promovira pjesnike iz Srijema, a također organizira večeri hrvatskih književnika sa šireg vojvođanskog prostora. Večeri su bile posvećene Velikanoviću, Juliju Benešiću, Anici Pinterović te još nekim suvremenim pjesnicima iz Šida i okolice. Suorganizira likovnu koloniju s CroArtom iz Subotice.
Djelatnost društva zasniva se se na svim područjima pastoralnog djelovanja šidske župe Presvetog Srca Isusovog i na osnovama Zakona o udrugama građana Republike Srbije.

## Vanjske poveznice
- Facebook Facebook profil udruge